# Transmitance

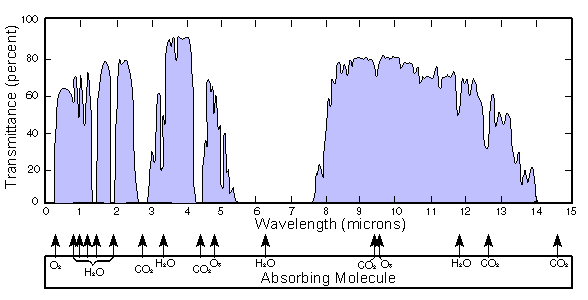
Transmitance

Transmitance (propustnost) je veličina popisující množství elektromagnetického záření určité vlnové délky, které prošlo vzorkem (transmitto je latinsky převádím, propouštím) v poměru k množství, které na materiál dopadlo. Záření, které nebylo propuštěno, bylo buď odraženo, nebo pohlceno. Je definována takto:
{\displaystyle T={\frac {I}{I_{0}}}}
kde
- T je transmitance
- I je intenzita světla, které prošlo vzorkem
- I0 je intenzita světla, které do vzorku vstoupilo.

V praxi by bylo nevhodné měřit přesně obě intenzity: kromě vlastností vzorku jsou ovlivněny i absorpcí a odrazem světla na stěnách kyvety a v optice fotometru, prostředím, v němž probíhá měření atd. Proto se obvykle měří transmitance relativně vzhledem ke slepému vzorku. Nejprve se změří intenzita světla procházejícího slepým vzorkem (blankem, referenčním vzorkem), tedy roztokem obsahujícím všechny složky vyjma stanovované barevné látky. Pak se za stejných podmínek měří intenzita světla procházejícího neznámým vzorkem. Transmitance je pak definována vztahem
{\displaystyle T={\frac {I_{v}}{I_{b}}}}
kde
- T je transmitance
- Iv je intenzita světla, které prošlo vzorkem
- Ib je intenzita světla, které prošlo slepým vzorkem.

Měří-li se transmitance tímto způsobem, není třeba se zabývat nespecifickými ztrátami intenzity světla. Intenzita světla, které prochází slepým vzorkem, se považuje za 100% (transmitance blanku je 100 %) a transmitance vzorků absorbujících světlo dané vlnové délky je vždy menší než 100 %.
Transmitance roztoku, který obsahuje barevnou látku, záleží na
- vlastnostech absorbující látky
- vlnové délce procházejícího světla
- množství absorbující látky, tedy na její koncentraci v roztoku a na tloušťce kyvety.

August Beer (1825 – 1863) poprvé formuloval závislost transmitance na těchto veličinách matematicky. Za předpokladu, že se použije monochromatické světlo, platí
{\displaystyle T=10^{-\epsilon .l.c}\,\!}
kde
- T je transmitance
- ε je molární dekadický extinkční koeficient (konstanta specifická pro danou látku při určité vlnové délce)
- l je optická délka kyvety
- c je látková koncentrace absorbující látky.

Algebraickými úpravami lze transmitanci vyjádřit také
{\displaystyle \log T=-\epsilon .l.c\,\!} nebo {\displaystyle -\log T=\epsilon .l.c\,\!},
na základě čehož se definuje absorbance a optická hustota

## Vlivy na transmitanci
- materiál (kov, plast apod.)
- chemické složení a struktura materiálu
- stav materiálu a jeho povrchu (teplota, stupeň oxidace, stupeň zašpinění, …)
- vlnová délka
- směr dopadajícího a propuštěného světla
- polarizace světla

## Způsoby měření
K měření propustnosti je možné použít několik metod. Zvolená metoda závisí na požadované veličině propustnosti:
- nástavec pro přímou propustnost v kombinaci se spektrometrem (spektrální normálová propustnost)
- nástavec pro difuzní propustnost (integrační sféra) v kombinaci se spektrometrem (spektrální normálová hemisférická propustnost)
- nástavec pro difuzní propustnost (dvě integrační sféry na sobě a vzorek mezi nimi) v kombinaci se spektrometrem (spektrální hemisférická hemisférická propustnost)